# Кадемаріо
Кадемаріо (італ. Cademario) — громада  в Швейцарії в кантоні Тічино, округ Лугано.

## Географія
Громада розташована на відстані близько 155 км на південний схід від Берна, 22 км на південний захід від Беллінцони.
Кадемаріо має площу 4 км², з яких на 10,9% дозволяється будівництво (житлове та будівництво доріг), 9,9% використовуються в сільськогосподарських цілях, 78,2% зайнято лісами, 1% не є продуктивними (річки, льодовики або гори).

## Демографія
2019 року в громаді мешкало 776 осіб (+8,1% порівняно з 2010 роком), іноземців було 17,7%. Густота населення становила 196 осіб/км².
За віковим діапазоном населення розподілялося таким чином: 19,8% — особи молодші 20 років, 59,3% — особи у віці 20—64 років, 20,9% — особи у віці 65 років та старші. Було 346 помешкань (у середньому 2,2 особи в помешканні).
Із загальної кількості 103 працюючих 19 було зайнятих в первинному секторі, 8 — в обробній промисловості, 76 — в галузі послуг.